# Léa Dubois
 (juin 2024).
 (avril 2024).
La mise en forme du texte ne suit pas les recommandations de Wikipédia : il faut le « wikifier ».
Les points d'amélioration suivants sont les cas les plus fréquents :
- Les titres sont pré-formatés par le logiciel. Ils ne sont ni en capitales, ni en gras.
- Le texte ne doit pas être écrit en capitales (les noms de famille non plus), ni en gras, ni en italique, ni en « petit »…
- Le gras n'est utilisé que pour surligner le titre de l'article dans l'introduction, une seule fois.
- L'italique est rarement utilisé : mots en langue étrangère, titres d'œuvres, noms de bateaux, etc.
- Les citations ne sont pas en italique mais en corps de texte normal. Elles sont entourées par des guillemets français : « et ».
- Les listes à puces sont à éviter, des paragraphes rédigés étant largement préférés. Les tableaux sont à réserver à la présentation de données structurées (résultats, etc.).
- Les appels de note de bas de page (petits chiffres en exposant, introduits par l'outil «  Source ») sont à placer entre la fin de phrase et le point final[comme ça].
- Les liens internes (vers d'autres articles de Wikipédia) sont à choisir avec parcimonie. Créez des liens vers des articles approfondissant le sujet. Les termes génériques sans rapport avec le sujet sont à éviter, ainsi que les répétitions de liens vers un même terme.
- Les liens externes sont à placer uniquement dans une section « Liens externes », à la fin de l'article. Ces liens sont à choisir avec parcimonie suivant les règles définies. Si un lien sert de source à l'article, son insertion dans le texte est à faire par les notes de bas de page.
- La présentation des références doit suivre les conventions bibliographiques. Il est recommandé d'utiliser les modèles {{Ouvrage}}, {{Chapitre}}, {{Article}}, {{Lien web}} et/ou {{Bibliographie}}. Le mode d'édition visuel peut mettre en forme automatiquement les références.
- Insérer une infobox (cadre d'informations à droite) n'est pas obligatoire pour parachever la mise en page.

Pour une aide détaillée, merci de consulter Aide:Wikification.
Si vous pensez que ces points ont été résolus, vous pouvez retirer ce bandeau et améliorer la mise en forme d'un autre article.
Léa Dubois ou Léa Zire Dubois, née en 1968, est une actrice comédienne, productrice et réalisatrice ivoirienne. Elle est l'auteure de deux films : Le prix de l'amour et Au nom de l'honneur.

## Biographie

### Enfance et études
Léa Dubois naît en 1968,. 

### Parcours professionnel
Elle fait ses débuts dans l’émission télé « Comment ça va ? » de Léonard Groguhet.  
Elle a créé une troupe théâtrale avant de s’essayer à la réalisation.  
Elle est actuellement scénariste.  
Elle est la fondatrice de la troupe « katahua ». 
Léa a plus de trente années de scène à ce jour,.  
La série ivoirienne « Comment ça va? » devenue plus tard « Qui fait ça? » l'a révélée. 

### Vie privée
Depuis l'enfance, elle souffre de rétinite pigmentaire, maladie oculaire qui se caractérise par une lésion du fond de l’œil. Pour ses soins, elle va deux fois à Cuba. 5 ou 10 ans avant un traitement aurait été possible. Son état est très avancé. Son œil gauche ne voit presque plus rien et l’œil droit voit flou.  
Un cancer au sein gauche est diagnostiqué en 2013, et un deuxième au sein droit en 2018. Elle est prise en charge par le ministre d’État, Téné Birahima Ouattara, avec l'aide du président de la république de Côte d'Ivoire,.  
Léa Dubois part en Europe pour les soins de son sein gauche. 
Sa famille comprend Frédérique, les jumelles Emmanuella alias Ozoua et Orely Dubois, et un fils adopté.  

## Filmographie

### Série TV
- 2018 : Nafi d'Eugénie Ouattara dit « Djuedjuessi »[5]

### Réalisation

#### Film
- 2007 : Le prix de l'amour[4]
- 2009 : Au nom de l'honneur[9]

## Distinctions
- 2022 : Chevalier de l'ordre du mérite culturel ivoirien[10],[11],[12]